# دولت عبدالحسین هژیر
دولت عبدالحسین هژیر یکی از دولت‌های دوران پادشاهی مشروطه در دورهٔ پهلوی است که از خرداد تا آبان ۱۳۲۷ فعالیت کرد. رئیس این دولت، عبدالحسین هژیر بود.
پس از سقوط دولت ابراهیم حکیمی، نمایندگان مجلس در ۲۳ خرداد ۱۳۲۷ به زمامداری عبدالحسین هژیر ابراز تمایل کردند. در پی آن، فرمان نخست‌وزیری هژیر توسط شاه صادر شد. پس از آن، هژیر هیئت وزیران خود را روز ۳۰ خرداد به حضور شاه و روز اول تیر به مجلس شورای ملی معرفی کرد. مجلس شورای ملی در ۸ تیر با ۸۸ رأی از ۹۶ نفر به دولت وی رأی اعتماد داد.
این دولت روز ۱۵ آبان ۱۳۲۷ مستعفی شد.

## یادداشت
1. ↑  امان‌الله اردلان برای تصدی وزارت دارایی معرفی شد؛ ولی قبول نکرد.[۸]
2. ↑  محمد سعیدی به‌عنوان معاون وزارت راه عهده‌دار امور وزارت راه شد.